# Bernhard Burgstaller
Bernhard Burgstaller OCist (* 14. Februar 1886 in Eidenberg; † 1. November 1941 in Anrath bei Krefeld) war von 1938 bis 1941 Abt des Stifts Wilhering. Er starb 1941 in nationalsozialistischer Haft.

## Leben
Der aus einer Bauernfamilie stammende Petrus Burgstaller trat am 19. August 1905 in die Zisterzienserabtei Wilhering ein, wurde eingekleidet und erhielt den Ordensnamen Bernhard. Am 21. August 1909 legte er seine ewige Profess ab, wurde am 31. Juli 1910 zum Priester geweiht, 1915 promovierte er zum Doktor der Philosophie an die Universität Wien und unterrichtete bis zur Auflösung durch die Nationalsozialisten im September 1938 am Stiftsgymnasium Wilhering Latein und Griechisch. Am 29. November 1938 wurde er vom Konvent als Nachfolger des verstorbenen Gabriel Fazeny zum Abt von Wilhering gewählt. Als solcher versuchte er, sich der Drangsalierung seiner Abtei durch die Nationalsozialisten zu erwehren. Nach der Entdeckung einer Widerstandsgruppe, der auch Zisterzienser aus Wilhering angehörten, wurde er am 12. November 1940 in Wien verhaftet und später in das Gefängnis Anrath bei Krefeld überstellt und dort systematisch ausgehungert. Er starb am 1. November 1941 an Unterernährung. Er war der einzige österreichische Abt, der von den Nationalsozialisten ermordet wurde.